# 신리역
신리역(Silli station, 新里驛)은 전북특별자치도 완주군 상관면 신리에 위치한 전라선의 역이다. 죽림온천역의 관리역이기도 했다. 전라선 복선 전철화 이전에는 익산에서 이 역까지는 단선이었고, 이 역에서부터 순천역까지는 복선이었다.

## 연혁
- 1931년 7월 1일 : 역원배치간이역으로 영업 개시
- 1942년 7월 1일 : 보통역으로 승격
- 1981년 3월 10일 : 현 역사 완공
- 1981년 5월 25일 : 보통역으로 재승격
- 2002년 12월 23일 : 죽림온천역을 당역의 관리역으로 지정
- 2009년 10월 31일 : 화물 취급 중지[1]
- 2010년 11월 1일 : 여객 취급 중지